# Петухово (Архангельская область)
Петухово — деревня в Вилегодском муниципальном округе Архангельской области.

## География
Находится в юго-восточной части Архангельской области на расстоянии приблизительно 13 км на восток-юго-восток по прямой от административного центра района села Ильинско-Подомское на левом берегу реки Пыела.

## История
Отмечалась деревня ещё на карте 1794 года. В 1859 году здесь (деревня Сольвычегодского уезда Вологодской губернии) было учтено 9 дворов. До 2020 года входила в состав Павловского сельского поселения до его упразднения.

## Население
Численность населения: 69 человек (1859 год), 47 (русские 100 %) в 2002 году, 35 в 2010.